# Chrysopogon paramonovi
Chrysopogon paramonovi är en tvåvingeart som beskrevs av Clements 1985. Chrysopogon paramonovi ingår i släktet Chrysopogon och familjen rovflugor. Inga underarter finns listade i Catalogue of Life.